# (2530) Shipka
(2530) Shipka est un astéroïde de la ceinture principale.

## Description
(2530) Shipka est un astéroïde de la ceinture principale. Il fut découvert le 9 juillet 1978 à Nauchnyj par Lioudmila Tchernykh. Il présente une orbite caractérisée par un demi-grand axe de 3,02 UA, une excentricité de 0,13 et une inclinaison de 10,1° par rapport à l'écliptique.

## Compléments